# Sistema Internacional de Referència Celeste
El Sistema Internacional de Referència Celeste (de l'anglès ICRS, International Celestial Reference System) és un conjunt de convencions adoptades per la Unió Astronòmica Internacional per normalitzar el sistema de coordenades equatorials. Defineix l'orientació dels pols celestes i el punt vernal gràcies a les dades recollides dins el quadre de l'ICRF. L'ICRS fou adoptat per la UAI l'any 1997 en el curs de sa 23a assemblea general i està en vigor des de l'1 de gener de 1998.
En l'ICRS, el centre de l'esfera celeste és el baricentre del sistema solar, en el sentit de la relativitat general. La precisió, en l'orientació dels pols i del punt vernal, és de l'ordre de la mil·lèsima de segon d'arc. El catàleg Hipparcos ha estat el primer a ser expressat en coordenades ICRS.
Les coordenades ICRS són aproximadament les mateixes que les coordenades equatorials: El pol mitjà a J2000.0 en l'ICRS resta a 17,3±0,2 mil·lèsimes de segon d'arc en la direcció 12 h i 5,1±0,2 mil·lèsimes de segon d'arc en la direcció 18h. L'equinocci mitjà de J2000.0 està desplaçat de l'origen de l'ICRS en ascensió recta 78±10 mil·lèsimes de segon d'arc (rotació cap al dret voltant l'eix polar).

## Vegeu
- International Celestial Reference Frame
- International Terrestrial Reference System
- Astronomia
- Astrometria